# Heraclia hollandi
Heraclia hollandi är en fjärilsart som beskrevs av Jordan 1913. Heraclia hollandi ingår i släktet Heraclia och familjen nattflyn. Inga underarter finns listade i Catalogue of Life.